# Вест Хилс (Пенсилванија)
Вест Хилс (енгл. West Hills) насељено је место без административног статуса у америчкој савезној држави Пенсилванија.

## Демографија
По попису из 2010. године број становника је 1.263, што је 34 (2,8%) становника више него 2000. године.
| Група             | 2000.         | 2010.         |
| Белци             | 1.217 (99,0%) | 1.248 (98,8%) |
| Афроамериканци    | 0 (0,0%)      | 4 (0,3%)      |
| Азијати           | 0 (0,0%)      | 3 (0,2%)      |
| Хиспаноамериканци | 3 (0,2%)      | 1 (0,1%)      |
| Укупно            | 1.229         | 1.263         |